# 釋心道
釋心道（1948年10月11日—），俗名楊小生，1948年出生於緬甸，祖籍雲南。1973年於佛光山星雲大師座下剃度出家，為臨濟宗傳承。1983年在新北市的福隆創建靈鷲山無生道場。2001年在新北市永和區成立世界宗教博物館。

## 生平
1948年生於緬甸臘戍賴島珊區賴坎村，祖籍雲南，俗名楊小生:11-14。1952年，四歲的楊小生，因為父親遇害，母親帶著妹妹離家，此後與姑父相依，流浪滇緬山區。1957年，九歲加入游擊隊，軍中長官為其改名成「楊進生」:24。
1961年，隨滇緬孤軍撤退來台，整編入成功嶺「幼年兵中隊」。1963年初，進入台中潭子新興國小正式就學，後轉駐桃園，於大溪員樹林國民小學就讀。1964年，考上桃園縣立龍潭農業職業學校。1965年，轉讀新竹關西初中。1966年，考上桃園中壢龍岡陸軍第一士官學校:40-51。
1968年退伍後，歷經工人、送貨員、茶葉工、米店伙計等多種行業。因摯友病故，體會無常，在1972年決定出家。1973年農曆9月19日觀音菩薩出家日，於佛光山星雲大師座下剃度出家，字號慧中，名為心道，入佛光山叢林大學:68-71；同年參加苗栗法雲寺受三壇大戒，於戒場得戒兄仁海法師（道源長老弟子）傳授默照禪心法。
1984年創立靈鷲山無生道場。1994年，財團法人世界宗教博物館發展基金會正式立案，邱澤東先生捐贈新北市永和區大樓面積與宗博館使用。2001年11月9日，世界宗教博物館開幕。

## 活動
1994年於台中啟建第1屆水陸空大法會，隔年開始移至桃園巨蛋，至2021年已舉辦28屆。
1999年921大地震時，協助南投縣災區學校重建，並帶領信眾從事人道關懷救助與慈善事業。
2003年成立以僧眾教育為主的三乘佛學院。在信眾教育則開設有兒童佛學營、青年學佛營、慧命成長學院、龍樹生命和平教育中心，以及長期在校園推廣的心寧靜運動。同年，設立普仁獎，獎助需要幫助的學子。
2004年，於世界宗教博物館和高登合作與和平協會（Goldin Institute）、台北市政府共同舉辦之「靈性與生態永續：水──我們共同的根源」國際會議中，發表演說〈全球倫理與世界和平─宗教的當前任務〉。
2008年5月發生中國四川汶川地震，立即投入賑災活動。
2014年，至冰島雷克雅維克參加第二屆人類精神論壇（Spirit of Humanity Forum），談愛與慈悲的重要性。
2015年尼泊爾發生強震，投入人道救援醫療小組。
2016年，至奧地利維也納的阿布杜拉國王跨宗教與跨文化對話國際中心（KAICIID Dialogue Center）發表演講與跨宗教交流經驗。
2017年，生命和平大學國際總部於美國紐約曼哈頓成立。
2021年，參加梵蒂岡與英國及義大利駐教廷大使館舉辦的「信仰與科學：邁向COP26（Faith and Science: Towards COP26）」會議，呼籲止戰和廢除核武。
2021年10月，參加第8屆世界宗教議會線上會議，提出「靈性覺醒，跨界合作」觀點。

## 相關作品

### 中文作品
- 《快樂生活禪》，1995年4月，漢光文化出版社
- 《菩薩活在人間》上下二冊，1996年6月，靈鷲山般若文教基金會附設出版社
- 《人間菩薩：心道法師開啟心門的菩提之路》，1997年5月，遠流出版公司，ISBN 978-957-323-232-2
- 《聽心說話》，2001年4月，聯經出版公司，ISBN 978-957-082-207-6
- 《纏來禪去》，2001年7月，大塊文化出版公司，ISBN 978-750-393-933-4
- 《你要去哪裡？》，2001年11月，大塊文化出版公司，ISBN 978-986-797-501-0
- 《和平之路》，2004年6月，世界宗教博物館發展基金會附設出版社
- 《真心：丙戌年心道法師閉關紀念專輯》，心道法師總監修，2007年，靈鷲山佛教教團出版
- 《山海天人》（山海天人：心遊法界），2007年7月，靈鷲山般若文教基金會附設出版社
- 《和平零時差：全球對話．從北緯23.5°出發》，2009年8月，靈鷲山般若文教基金會附設出版社
- 《聞盡：呼喚心內的觀音》，2011年6月，橡樹林文化出版公司，ISBN 978-986-640-943-1
- 《修持觀音法門三要》，2011年7月，靈鷲山般若文教基金會附設出版社
- 《禪藥》，2011年7月，靈鷲山般若文教基金會附設出版社
- 《普陀山上說圓通》，2011年7月，靈鷲山般若文教基金會附設出版社
- 《朗朗覺性：心道法師閉關日記》，2011年12月，靈鷲山般若文教基金會附設出版社
- 《停心：停止時間活出自己》，2012年9月，橡樹林文化出版公司，ISBN 978-986-640-941-7
- 《願力的財富》，2013年10月，橡樹林文化出版公司，ISBN 978-986-640-960-8
- 《心經直契：空性的道路》，2017年6月，奇異果文創出版公司，ISBN 978-986-939-636-3
- 《坐禪的力量：十場靈性的師徒對話錄》，2017年9月，天下文化出版公司，ISBN 978-986-479-296-2
- 《唯信：心道大和尚水陸開示集》，2019年8月，靈鷲山般若文教基金會附設出版社
- 《問禪》，2019年10月，靈鷲山般若文教基金會附設出版社
- 《行深：尋找心的家》，2019年11月，貿騰出版公司，ISBN 978-986-626-505-1
- 《般若：菩薩活在人間》，2019年11月，貿騰出版公司，ISBN 978-986-626-511-2
- 《波羅密：快樂生活禪》，2019年11月，貿騰出版公司，ISBN 978-986-626-512-9
- 《傳心：七七禪關開示錄》（宗博20週年慶紀念版），2022年2月，貿騰出版公司，ISBN 978-986-626-517-4

### 外文作品
- Birds in the Heart （1999） Ling Jiou Mountain Press
- Weisheit und Barmherzigkeit （January 2001） Aquamarin Verlag GmbH, ISBN 978-392-783-768-3
- Mountain, Ocean, Space, People （2007） Ling Jiou Mountain Prajna Cultural and Educational Foundation
- The Way of the Heart: The Teachings of Dharma Master Hsin Tao （November 2016） CreateSpace Independent Publishing Platform, ISBN 978-153-066-013-1
- The Buddhist Voyage beyond Death （November 2016） Cambridge Scholars Publishing, ISBN 978-144-389-797-6
- The Power of Zen Meditation: Ten Spiritual Dialogues With Dharma Master Hsin Tao （September 2018） Balboa Press, ISBN 978-198-221-029-8
- Living Zen Happy Life: Timeless Zen Wisdom for your Daily Joy and Ultimate Peace （September 2021） Balboa Press, ISBN 978-198-227-009-4

## 外部連結
- 官方网站
- 釋心道的Facebook專頁
- 釋心道的Instagram帳戶